# Тасиусак (Куяллек)
Тасиусак (гренл. Tasiusaq) — поселение в коммуне Куяллек, южная Гренландия, основан в 1933 году. Он расположен на фьорде Тасермиут, к востоку от Нанорталика. Его население составляет 90 человек (2010 год). На гренландском языке название населённого пункта означает «залив с небольшим выходом».
В районе Тасиусака есть несколько овцеводческих хозяйств: Наласут с 10 жителями, Сапутит с 3 жителями и Нуугаарсук с 4 жителями.
До января 2009 года посёлок принадлежал коммуне Нанорталик. С 1 января 2009 года посёлок стал частью коммуны Куяллек, когда коммуны Нарсак, Какорток и Нанорталик перестали существовать как административные единицы.

## Инфраструктура и транспорт
Поселок имеет собственную школу, церковь, универмаг и ремонтную мастерскую, закреплённую за муниципалитетом Куяллек. В школе посёлка — Малакип атуарфиа — в 2005/2006 учебном году было 14 учеников. Кроме того, школа содержит лагерь в Нуугаарсуке со стороны фьорда Тасермиут. Школа также работает как детский сад для самых маленьких детей в посёлке.
Существует также 16-местная молодёжная гостиница, предоставляющая туристическое снаряжение и лошадей. Транспорт предоставляется по запросу.
Вертолётная площадка Тасиусака работает круглый год, связывая посёлок с аэропортом Нарсарсуака и, косвенно, с остальной частью Гренландии и Европой.
Тасиусак не соединён дорогами ни с каким другим населённым пунктом. Довольно хорошо развиты туристические маршруты, ведущие на север и запад от посёлка, но для любых транспортных перевозок необходимы вездеходы.

## География и климат
Посёлок расположен на берегу пролива, соединяющего фьорд Диско с заливом Тасиусак. Благодаря своему выгодному расположению область имеет удивительно мягкий климат. В овцеводческом хозяйстве Сапутит даже выращивают некоторые сельскохозяйственные культуры.
Кроме того, заповедник Долина Киннгуа рядом с соседним озером Тасиусак считается единственным местом в Гренландии с естественным лесом. Хотя площадь леса составляет всего несколько акров, субарктические ивы и берёзы, которые, как правило, достигают высоты лишь нескольких сантиметров, в данном лесу вырастают до нескольких метров.

## Население
Большинство городов и посёлков в южной Гренландии демонстрируют отрицательный прирост населения в течение последних двух десятилетий, и многие населённые пункты быстро пустеют. Население Тасиусака снизилось на 14 % по сравнению с уровнями 1990 года и более чем на 6 % по сравнению с уровнями 2000 года.